# Nunspeet
Nunspeet es una localidad y municipio de la Provincia de Güeldres situada en el centro de los Países Bajos.
Nunspeet está localizada al norte de la región boscosa de Veluwe y bordea el lago de Veluwe. Ha sido una zona agrícola desde la prehistoria. Nunspeet se convirtió en municipio en 1972 al segregarse de Ermelo. El municipio incluye también las poblaciones de Hulshorst, Elspeet y Vierhouten.

## Galería

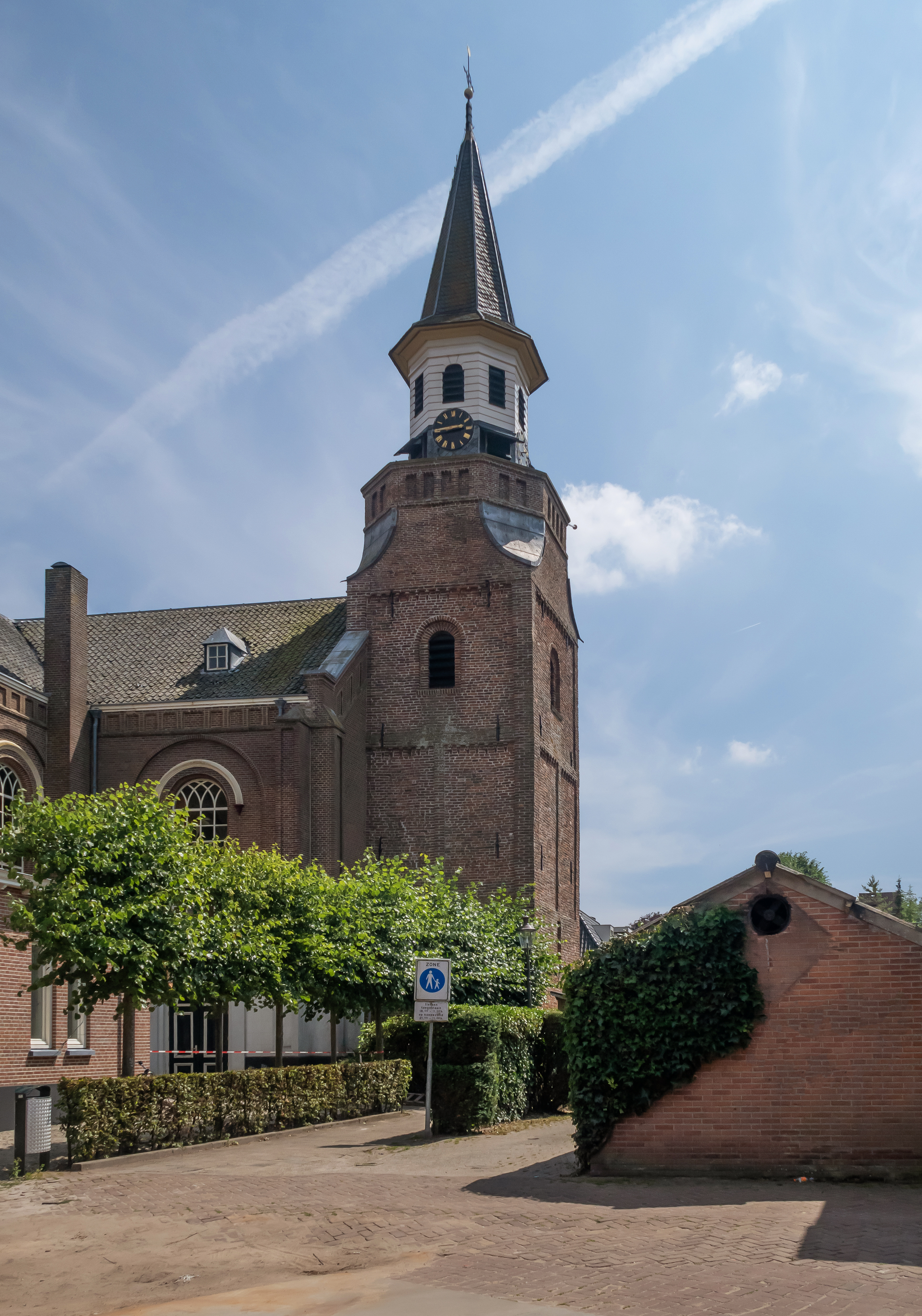
Iglesia protestante (Nunspeet).
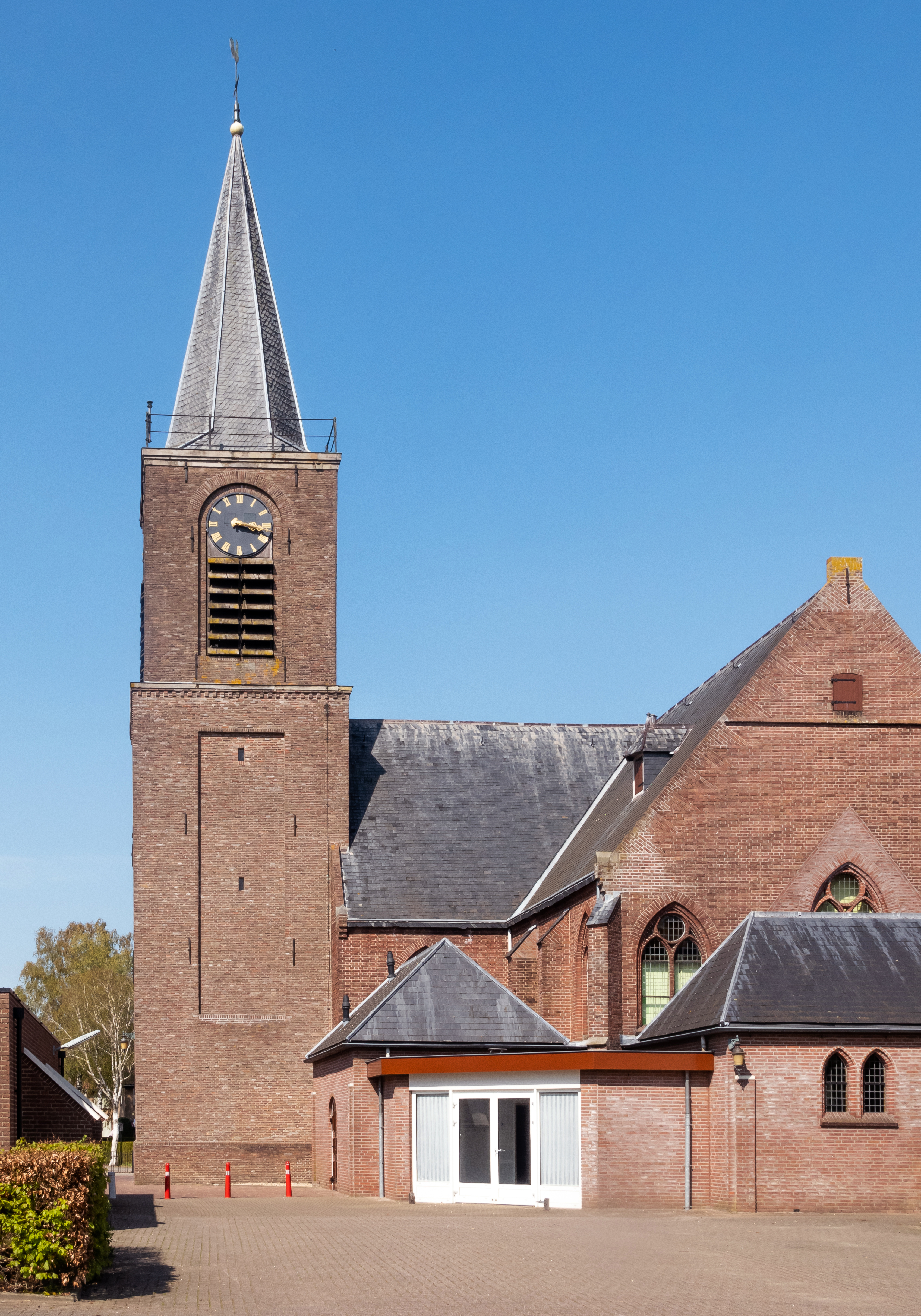
Iglesia protestante (Elspeet).
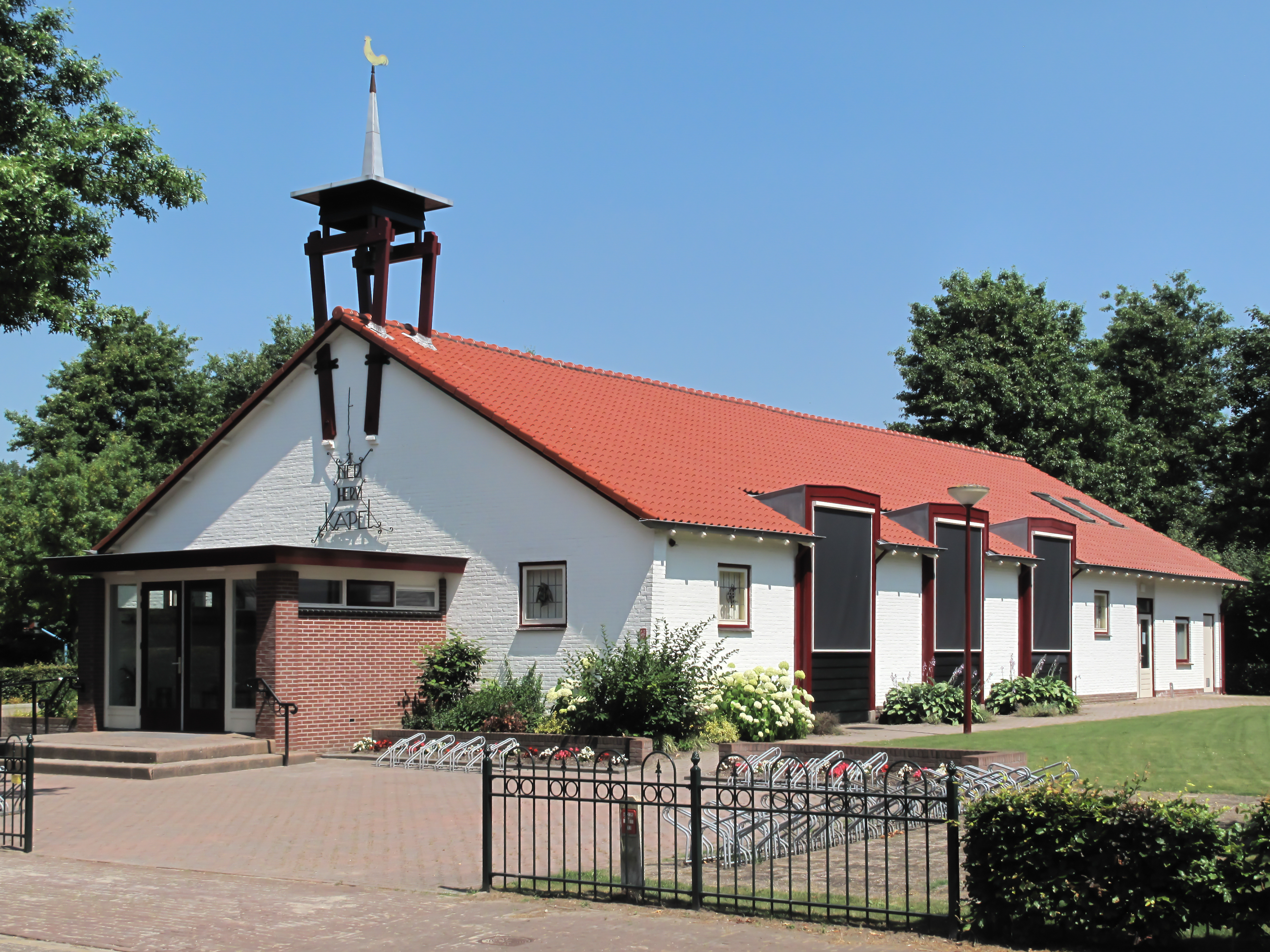
Capilla protestante (Hulshorst).
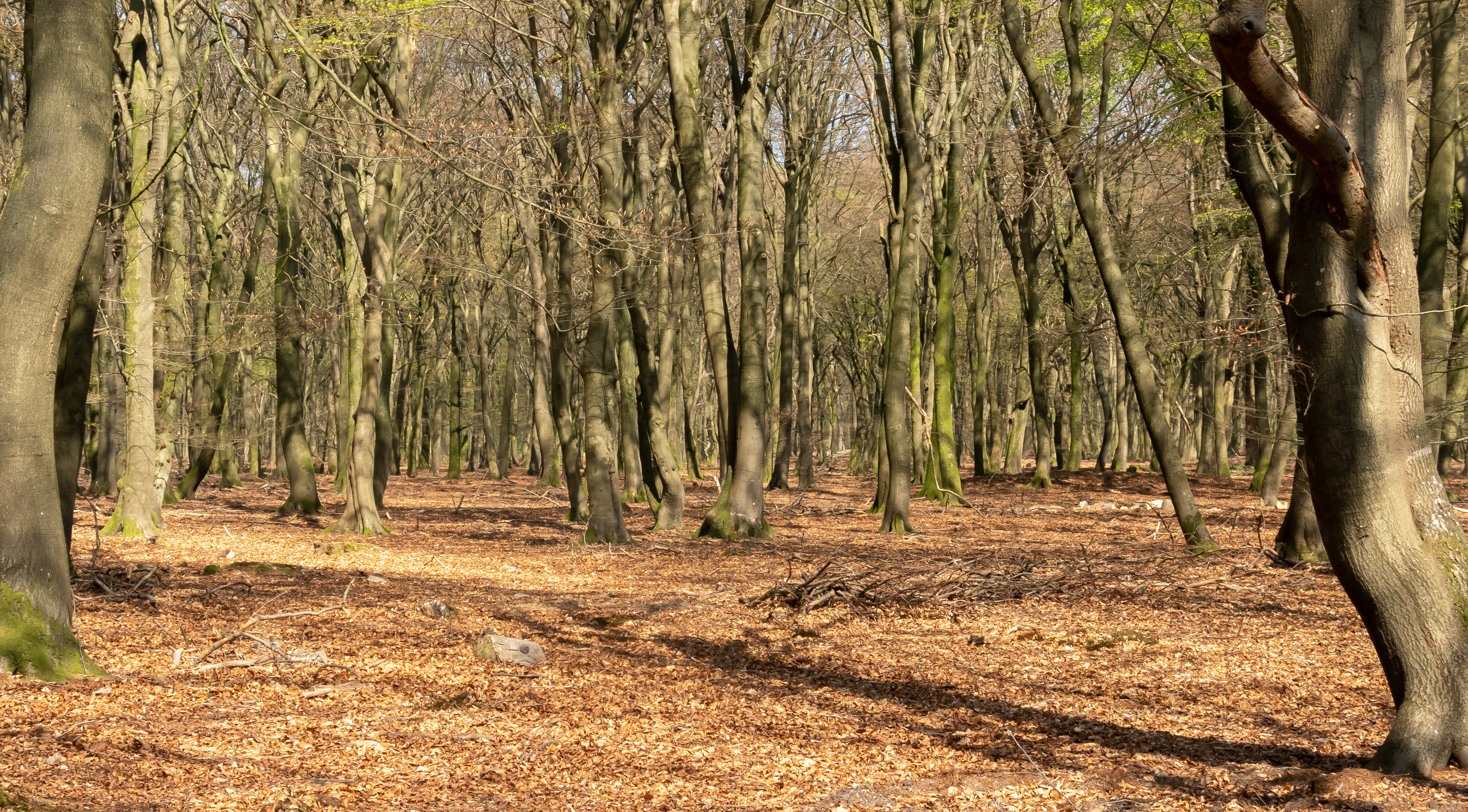
Árboles cerca de Elspeet.